# Alwyn Hamilton
Pour les articles homonymes, voir Hamilton.
Alwyn Hamilton, née le 10 septembre 1988 à Toronto en Ontario, est une romancière canadienne. Elle est connue pour son livre Rebelle du désert.

## Biographie
Alwyn Hamilton est née à Toronto et a vécu entre le Canada et l'Europe jusqu'à ce qu'elle ait trois ans, quand sa famille s'est installée à Beaune, en France. Par la suite, elle a déménagé en Angleterre et a étudié l'histoire de l'art au King's College de l'université de Cambridge et a été diplômée en 2009. Elle vit désormais à Londres.

## Œuvres
Rebelle du désert est le premier roman écrit par Hamilton. Elle a ensuite rédigé deux suites qui en font une trilogie. Son œuvre est destiné aux jeunes adultes et appartient également au genre fantastique. Dans Rebelle du désert, Amani fuit sa ville natale, Dustwalk, et voyage à travers un monde magique pour rejoindre la ville fictive de Miraji afin d'échapper au mariage arrangé prévu avec son oncle. Publishers Weekly décrit que « Hamilton parvient avec succès à mélanger la romance avec les péripéties excitantes ainsi que des indices pour une suite attendue ».
En 2017, Rebelle du désert a figuré dans la liste du Teen's Top 10 de la Youth Adult Library Services Association.
La trahison est la suite de Rebelle du désert. L’œuvre continue l'histoire d'Amani, qui se trouve être moitié-Djinn et possède des pouvoirs surnaturels. Deseret News considère que Rebelle du désert « est bon, mais que le second roman est de loin le mieux. »
The Globe and Mail compare la série comme une rencontre entre Lonesome Dove et Aladdin. Alwyn Hamilton a évoqué que Les Mille et Une Nuits était une influence majeure dans ses œuvres.
Les droits cinématographiques de Rebelle du désert ont été achetés par Willow Smith, en 2017. Willow Smith dirigera le projet filmique et dit de l'œuvre, « La nature non-physique, créative et sauvage du périple de l’héroïne féminine exigent une structure narrative unique qui englobe le cœur même de l'histoire. »

### TrilogieRebelle du désert
1. Rebelle du désert, Pocket Jeunesse, 2016 ((en) Rebel of the Sands, 2016), trad. Hélène Zylberait, 288 p.  (ISBN 978-2-266-26337-5)
2. La Trahison, Pocket Jeunesse, 2017 ((en) Traitor to the Throne, 2017), trad. Hélène Zylberait, 448 p.  (ISBN 978-2-266-26338-2)
3. La Tempête, Pocket Jeunesse, 2017 ((en) Hero at the Fall, 2018), trad. Hélène Zylberait, 432 p.  (ISBN 978-2-266-26339-9)

### Romans indépendants
- (en) The Notorious Virtues, 2025